# Peter Purves
Peter Purves (New Longton, Lancashire; 10 de febrero de 1939) es un actor y presentador de televisión inglés. Fue educado en la escuela independiente Arnold, en Blackpool. Originalmente tenía intención de estudiar magisterio en Alsager, pero en vez de eso comenzó a actuar con la compañía de teatro de repertorio Barrow-in-Furness. También asistió a la Politécnica de Mánchester.

## Doctor Who
Se hizo conocido para la audiencia televisiva a mediados de los sesenta como Steven Taylor, uno de los primeros acompañantes del programa Doctor Who, cuando el Doctor era interpretado por William Hartnell. Tras dejar la serie, Purves se convirtió en presentador habitual del programa infantil Blue Peter entre 1967 y 1978. Allí, Purves mantuvo la conexión con Doctor Who, al presentar habitualmente en el programa segmentos relacionados y entrevistar a los actores. En esto se incluyen fragmentos de episodios actualmente perdidos, notablemente The Daleks' Master Plan en el que el propio Purves aparecía. También dio comentarios en DVD de los episodios supervivientes en los que aparecía, y documentó cómo se hicieron cada una de sus historias en su autobiografía, Here's one I wrote earlier. Purves también era un buen amigo del actor Jon Pertwee, que interpretó al Tercer Doctor.

## Blue Peter

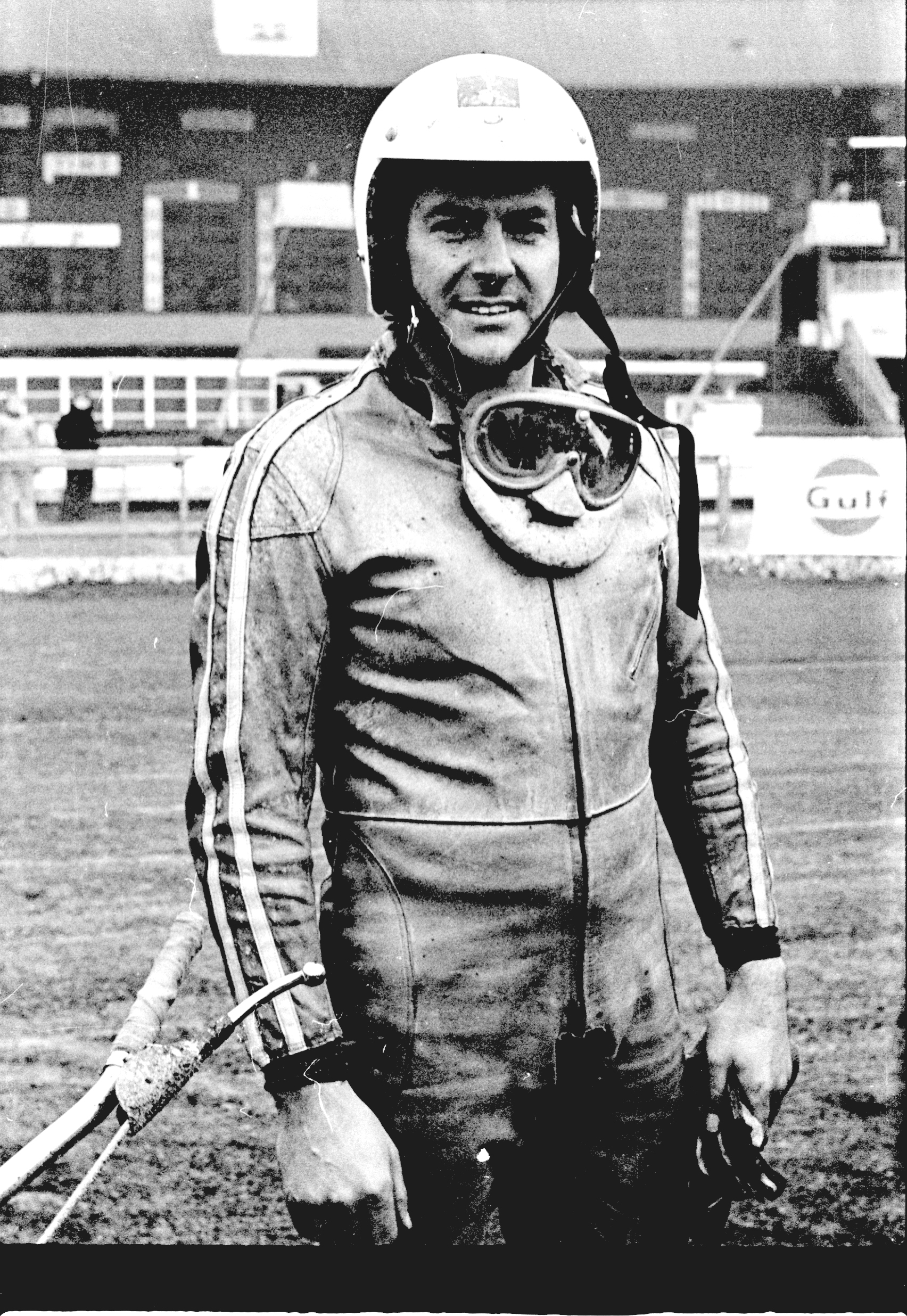
curves presentó a bluepeter más o menos en 1940

Purves copresentó Blue Peter, primero con John Noakes y Valerie Singleton, y después con Noakes y Lesley Judd, durante la denominada "edad dorada" del programa. Después de Noakes, Purves es el segundo presentador masculino de Blue Peter más longevo. Estaba tan fuertemente asociado con el programa, "el sensible", que encontró difícil librarse de esa asociación. Purves se marchó para hacer otros trabajos como presentador, incluyendo "Blue Peter Special Assignment", "Stopwatch" y "We're Going Places", y más tarde se convirtió en la cara de los eventos de BBC como presentador del longevo programa de las carreras de motociclismo de BBC1, Kick Start.

## Otras apariciones en televisión
Su carrera televisiva reciente incluye cameos en episodios de la teleserie EastEnders y en sitcoms como The Office y I'm Alan Partridge. En el episodio de The Office, Training Day, Purves se interpretó a sí mismo en un video de autoayuda que estaban viendo David Brent y su equipo (en la realidad, Purves es un entrenador de negocios cualificado y un orador motivacional).
Los perros han aparecido en la carrera de Purves desde sus días en Blue Peter. Le regalaron una de las mascotas del programa, Petra, una pastora alemana, y esto inició treinta años de asociación con la cobertura televisiva de los principales espectáculos caninos como Crufts, y en 2007 su aparición como juez en el programa de telerrealidad The Underdog Show. Purves también escribe para prensa sobre perros y presenta regularmente programas de premios caninos. El 31 de julio de 2008 le mordió en la mano un West Highland white terrier mientras era juez en un espectáculo canino en Norwich. Le llevaron al hospital donde le trataron rápidamente.

## En el teatro
Purves es un renombrado director de pantomima y disfruta de una buena relación de trabajo con los Chuckle Brothers. Ha dirigido más de 27 pantomimas en algunos de los mejores teatros británicos. En diciembre de 2012, interpretará a Alderman Fitzwarren en Dick Whittington en Harpender Public Halls. Será la primera vez que vuelva a hacer pantomima desde 1985.
Purves vivió una temporada en Bilton, y ahora vive en el pueblo de Sibton, en Suffolk. En 2008, Valerie Singleton reveló que tuvo una breve relación con Purves.
Cuando cumplió 70 años, publicó su autobiografía Here's One I Wrote Earlier en el Kennel Club.